# Orimba epitus
Orimba epitus är en fjärilsart som beskrevs av Pieter Cramer 1780. Orimba epitus ingår i släktet Orimba och familjen Riodinidae. Inga underarter finns listade i Catalogue of Life.